# Love King
Love King è il terzo album discografico in studio del cantautore e produttore statunitense The-Dream, pubblicato nel 2010.

## Tracce
1. Love King – 4:11 (T. Nash, C. McKinney)
2. Make Up Bag (feat. T.I.) – 4:43 (T. Nash)
3. F.I.L.A. – 4:11 (T. Nash)
4. Sex Intelligent – 5:10 (T. Nash)
5. Sex Intelligent (Remix) – 4:02 (T. Nash)
6. Yamaha – 4:55 (T. Nash, C. McKinney)
7. Nikki Part 2 – 2:41 (T. Nash, C. McKinney)
8. Abyss – 4:38 (T. Nash, C. McKinney)
9. Panties to the Side – 4:06 (T. Nash, C. McKinney)
10. Turnt Out – 4:25 (T. Nash, C. McKinney)
11. February Love – 6:15 (T. Nash)
12. Florida University – 5:27 (T. Nash)

## Classifiche
| Classifica (2010)          | Posizione raggiunta |
| -------------------------- | ------------------- |
| USA Billboard 200          | 4                   |
| USA Top R&B/Hip-Hop Albums | 3                   |